# Harry Locke
Harry Locke , född 10 december 1913 i London, död 17 september 1987 i samma stad, var en brittisk skådespelare.

## Rollista i urval
- 1950 – Biljett till Burgund
- 1950 – Skattkammarön
- 1953 – Bomben
- 1954 – Doktorn är här
- 1956 – Han gav sig aldrig
- 1957 – Den andra kvinnan
- 1957 – Vi sitter i sjön
- 1959 – Dina pengar är mina pengar
- 1959 – Nu tar vi tempen
- 1960 – Sänk Bismarck!
- 1962 – Rum för obemärkt
- 1969 – Oh, vilket makalöst krig
- 1972 – Från andra sidan graven